# Der Querulant (Film)
Der Querulant ist ein deutsch-österreichischer Fernsehfilm nach der gleichnamigen Theaterkomödie von Hermann Bahr. Er wurde von Neue Thalia-Film produziert, im Auftrag von ZDF und ORF. Seine Erstausstrahlung war am 12. April 1970 im deutschen und am 16. Mai 1970 im österreichischen Fernsehen.

## Handlung
Der wohlhabende und angesehene Forstmeister Franz Ödlinger erschießt den Hund des armen Wegmachers Mathias (genannt Hias) Gunglbauer, als der Hund wegen der läufigen Hündin des Forstmeisters in dessen Garten eindringt. Hias, der keinen Menschen zum Reden hat, hing sehr an seinem Hund und zeigt Ödlinger wegen Mordes an. Der Richter Dr. Burschian muss ihm erklären, dass das Recht keinen Mord an Tieren kennt und dass er höchstens eine finanzielle Entschädigung von Ödlinger bekommen kann. Hias’ Enkel Lois sowie Ödlingers Tochter Marie versuchen ihn zu überzeugen, das Geld anzunehmen; er lehnt aber ab und fordert eine Strafe, die Ödlinger auch wehtut. Von den Bürgern der Stadt wird Hias nun nicht mehr nur kritisch beäugt, sondern als verrückter Querulant angesehen. Auch sein alter Freund Strasser, ein Mitarbeiter des Richters, möchte nichts mehr mit ihm zu tun haben.
Währenddessen schleicht ein aus dem Gefängnis entlaufener Verbrecher durch Stadt und Wald. Sein Name ist Leonhard, ein früherer Verehrer Maries. Vor seiner Verhaftung hatte sie ihm versprochen, auf ihn zu warten, und hatte die Anträge des Richters deshalb immer angelehnt. Nun schleicht er sich abends im Pferdestall des Forstmeisters an Marie heran und bittet sie, ihren Vater zu bestehlen, um ihm Geld für die Flucht zu verschaffen. Marie lehnt dies jedoch ab. Danach stürzt sie auf dem dunklen Hof in ein mit Holzbohlen abgedecktes Erdloch; anscheinend wurde eine der Bohlen absichtlich verschoben. Marie bleibt unverletzt, steht jedoch zunächst unter Schock und sagt dann aus, sie sei bloß ausgerutscht, sie hat wohl Leonhard im Verdacht, verzeiht ihm aber und möchte ihn schützen.
Marie wird gerade vom Richter vernommen, als Hias auftaucht und um seine Verhaftung bittet. Er behauptet, er habe aus Rache die Bohle verschoben, weil Marie ihrem Vater genau so viel Wert sei, wie ihm sein Hund war. Ödlinger verlangt Hias’ Verhaftung, der Richter macht ihm aber klar, dass niemand den alten verwirrten Hias für zurechnungsfähig hält und dass Ödlinger, sollte er auf dessen Bestrafung bestehen, selbst als Querulant dastehen würde. Und so verzichten beide (Hias und Ödlinger) auf eine weitere Strafverfolgung des anderen.